# 荷茲
荷茲HeZ是一名中國虛擬男歌手，於2017年6月27日在直播選秀節目《明日之子》中首次登場。其登場的模式隨著時間演進有所不同，第一次使用大螢幕播放MV，並在其後使用擴增實境、實時動捕和3D實時渲染等技術現身，第三次登場時則可以與人即時互動。在節目的拍攝現場，觀眾只能從三個螢幕觀看而無法實際看見荷茲。評審透露，荷茲的出場費用十分昂貴以致無法回本。除此之外，荷茲也是第一個參與真人選秀節目的虛擬歌手，並曾因此引發爭議。他擁有個人微博可與粉絲互動，其粉絲則被稱為「充電寶」，截至2017年9月1日已經有14萬粉絲。

## 角色設計
荷茲的名字取材於赫兹，代表聲音和共鳴的意思。角色設定上，荷茲的身高為179公分，他有著一頭紫色頭髮，瀏海有著靛色漸層，配戴一副藍色貓耳耳機，在尾巴末端則設計有一個用來充電的插頭（平時亦可隨心情改變造型）
。荷茲喜愛以零食當作電力來源。

## 《明日之子》選秀

### 賽事
荷茲於2017年4月17日創立微博，並在微博上發表即將參與選秀比賽的消息，其報名參賽的视频取得了超過400萬的點閱數，第一次參賽（第三期節目）以PV播放的《罐頭》一歌連續一周出現於人氣榜上，身為御宅族的星推官华晨宇大力擁戴荷茲，並讓荷茲晉級魔音賽道；第六期節目表演則改編自星推官楊冪《爱的供养》的填詞曲《搞不清的姐姐们的想不通的爱情》，並以擴增實境等技術現身，但不能與觀眾評審即時說話互動；第七期節目表演改編自電競選手PDD的同名曲《PDD》，微博上也得到PDD的支持，這期荷茲開始與評審對話互動，星推官薛之谦和华晨宇在節目中談論虛擬偶像參與真人選秀的話題達十分鐘；第八期荷茲演唱改編自菲比·萊恩（Phoebe Ryan）《Mine》的《我的...》，使其晉級前九強並擁有自己的同名品牌；第九期表演《悲怆世界》一歌改編自戴安娜·柏啟華（Diana Boncheva）的《Beethoven Virus》，這次表演也獲得了星推官杨幂的肯定；第十期首次更換衣服與造型，表演《仙剑奇俠傳》的主题曲《杀破狼》，這期荷茲第一次更換服裝以新造型登場；第11期表演《我们仍未知道那天所看见的花的名字》片尾主题曲《secret base ～你給我的東西～》改編歌詞的《我和你的那个夏天》，這期節目被爆料製作組有黑箱作業，這亦是荷茲比賽上最大的爭議，在微博上越傳越兇，達該週的熱門話題，高達197萬人搜尋關注；第十二期是荷茲最後在明日之子節目登場，表演原創曲《刚刚好，能和你遇到》，此歌曲的創作題材來自於世界上最寂寞的鯨魚Alice，荷茲於這次晉級四強的比賽被淘汰，一路支持荷茲的評審华晨宇為此難過，亦表示希望未來有更多的虛擬歌手參與。
| 賽事   | 演唱                             | 取材                                      | 結果                                  | 註       |
| ------ | -------------------------------- | ----------------------------------------- | ------------------------------------- | -------- |
| 第3期  | 《罐頭》                         | 原創曲                                    | 华晨宇給予「超級666」（最高評價）過關 | [ 影 1 ] |
| 第6期  | 《搞不清的姐姐们的想不通的爱情》 | 杨幂《爱的供养》                          | 進入前13強                            | [ 影 2 ] |
| 第7期  | 《啾啾啾》                       | PDD《PDD》                                | 進入前9強（並擁有自己的品牌「HeZ」）  | [ 影 4 ] |
| 第8期  | 《我的...》                      | Phoebe Ryan《Mine》                       | 進入前8強                             | [ 影 5 ] |
| 第9期  | 《悲怆世界》                     | Diana Boncheva《Beethoven Virus》         | 進入前7強                             | [ 影 6 ] |
| 第10期 | 《杀破狼》                       | JS《杀破狼》（仙剑奇俠傳的主题曲）        | 進入前6強                             | [ 影 7 ] |
| 第11期 | 《我和你的那个夏天》             | ZONE《secret base》（未聞花名主題曲）     | 進入前5強                             | [ 影 8 ] |
| 第12期 | 《刚刚好，能和你遇到》           | 原創曲（題材來自世界上最寂寞的鯨魚Alice） | 淘汰，品牌「HeZ」停牌                 | [ 影 3 ] |

### 反應
節目製作單位在發布會曾表示：「要让每一个圈层，都有自己的偶像诞生」。但未公開音源來源和幕後作曲者及製作人。荷茲背後有著一支140人的團隊操作，部分人士推測荷茲可能是主辦方騰訊的相關企業騰訊视频或騰訊動漫設計的，總監制马延琨表示荷茲與騰訊视频無關。荷茲的團隊沒有選擇像讓荷茲以初音未來等虛擬歌手一般直接出道，而透過參與選秀節目測試市場反應。
由於荷茲是第一名參與真人選秀節目的虛擬歌手，除令評審十分吃驚，也在短時間獲得取得許多歌迷與支持者。亦使得繼中國大陸虛擬歌姬洛天依之後再度引起觀眾參與關於虛擬偶像的討論。評審認為「荷兹是时代潮流的产物，能維持多久要看觀眾」、「時代變化了，我們要接受任何一種形式的音樂，我們必須接受時代的變化」。

### 爭議

#### 參賽資格
荷茲作為虛擬歌手而參與真人的選秀節目引發了些許爭議，一些支持者認為應該突破「次元之壁」，接受虛擬與現實偶像歌手的比賽，一些反對者則表示以虛擬人聲（例如vocaloid等聲音合成程式）參賽是完全不公平的，有的選手因此揚言要退賽。

#### 人氣操縱
《明日之子》選秀有一個特點是以網路人氣投票排名，有網友認為主要人氣來源是選手的直播與粉絲的互動，而荷茲並沒有直播與現實互動，懷疑可能有人在背後操縱荷茲的網路人氣。

#### 投票黑箱作业
在2017年8月26日的《明日之子》直播節目裡，評審之一的薛之謙於節目上爆料收到工作人員指示不要讓荷茲輸得太慘而投票給荷茲，結果荷茲因赢得网路人气投票项，以一票之差勝利並晉級。待主持人宣布荷茲獲勝時，薛之謙要求暫停直播，表示工作人員指示投票而導致荷茲晉級，之後走出直播現場，過一段時間後薛之謙回到現場繼續直播，事後節目總監制馬昊表明並無黑幕。

## 影響
荷茲在中國節目的出現也讓許多人認識到中國虛擬偶像市場的崛起，對於偶像是否要真人也有了不同以往的看法。
有多家廠商開始與荷茲合作簽定形象代言契約，其中包括連鎖披薩店必勝客和其他食品業與銀行。

## 市場發展
中國新聞網評論，選秀比賽結束後荷茲的未來效應還會持續。許多評論者將荷茲與洛天依與初音未來相比，马延琨表示：「每一个偶像都有自己的发展路线，比如初音未来的演唱会、游戏、音乐、动画以及衍生产品，中国的偶像未来发展必然是要分圈层的。」
上海禾念總經理曹璞表示洛天依的代言費約數十萬到百萬人民幣，馬昊認為荷茲在節目中已有了大量粉絲，儘管荷茲製作成本是一般偶像數倍，未來仍有強大商機。
盛大遊戲副總裁譚雁峰認為荷茲作為虛擬偶像的價值極高，估計上千萬人民幣。

## 字詞註釋
1. ↑  明日之子節目評審的稱呼，主要評審有薛之謙、楊冪、華晨宇
2. ↑  明日之子節目上有三個比賽組別，分別是盛世美顏、盛世魔音、 盛世獨秀三個賽道
3. ↑  明日之子的前九強分別有廠商掛廠牌名合作，而荷茲的廠牌名即為荷茲HeZ
4. ↑  御宅族術語，指ACG作品（二次元）與現實（三次元）之間有一道牆壁將兩者分開，突破次元之壁指跨過中間的隔閡，將兩者的文化融合

## 外部連結
- 荷兹HeZ的新浪微博（简体中文）
- 荷兹HeZ充电站的新浪微博（简体中文）